# Кілікійські ворота
37°17′07″ пн. ш. 34°47′10″ сх. д. / 37.285277777778° пн. ш. 34.786111111111° сх. д.
37°19′40″ пн. ш. 34°47′40″ сх. д. / 37.32778° пн. ш. 34.79444° сх. д.

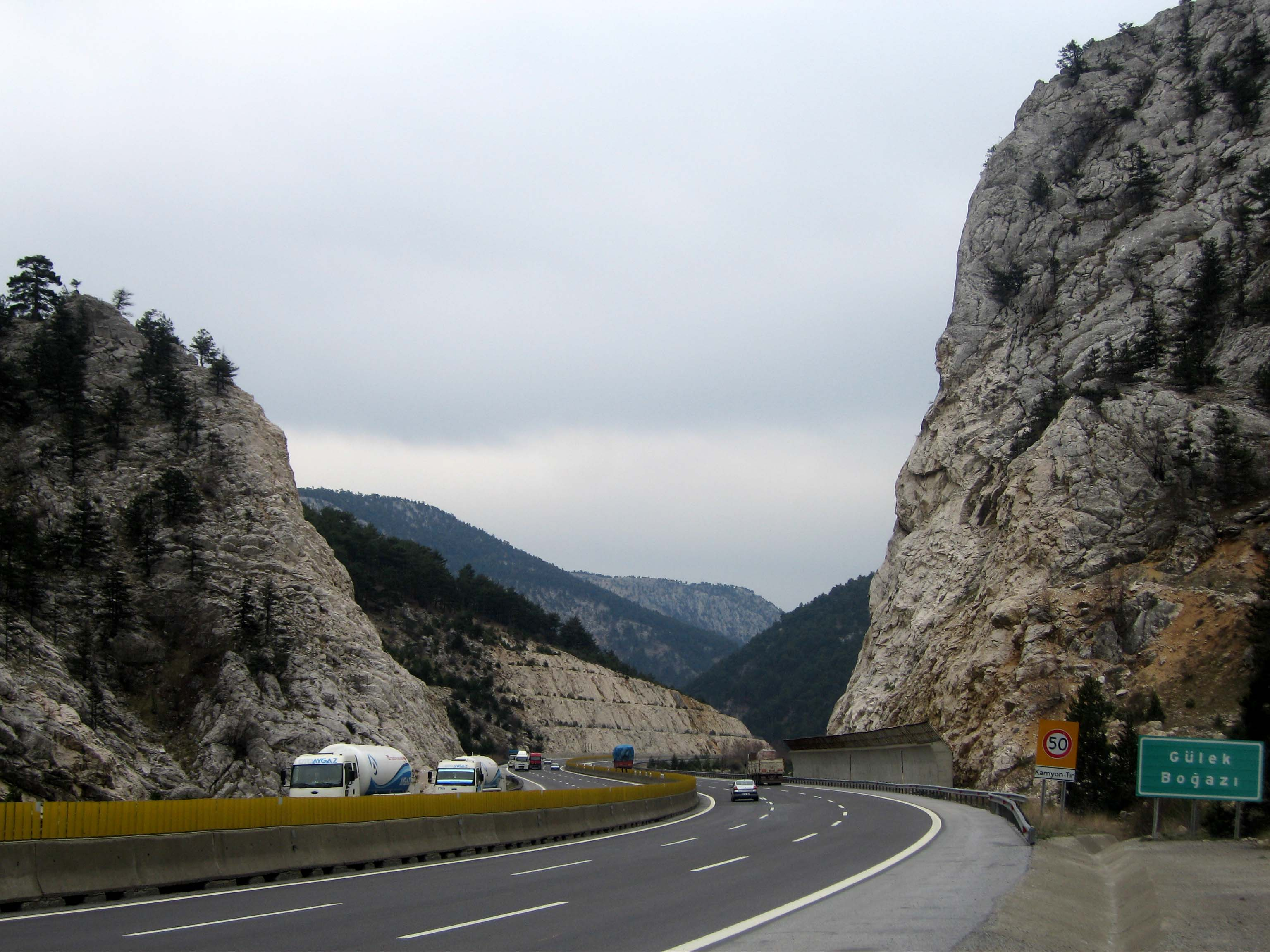
Кілікійські ворота

Кілікійські ворота, перевал Гюльок (тур. Gülek Boğazı) — прохід через Таврські гори, що поєднує низинні рівнини Кілікії з Анатолійським плато, по вузькій ущелині річки Гьоколюк (тур. Gökoluk) в ілу Мерсін, Туреччина.
Його найбільша висота становить близько 1050 м.н.м.

## Опис
Кілікійські ворота були великою торговельною і військовою артерією протягом тисячоліть. На початку XX-го століття, через нього була побудована вузькоколійна залізниця, а сьогодні через нього проходить шосе Тарсус-Анкара (E90, O-21).
Південний кінець Кілікійських воріт лежить близько 44 км на північ від Тарса, а північний кінець веде до Каппадокії.